# Cu tutt'o core
Cu tutt'o core è il diciottesimo album della cantante napoletana Ida Rendano, pubblicato nel 2013 prodotto da Francesco D'Alessio e con la collaborazione di Rosario Miraggio e Alessio Carluccio.

## Tracce
1. Veleno e passione
2. Una scelta complicata
3. L'inferno
4. La Notte (feat. Rosario Miraggio)
5. So' troppo femmena
6. Di noi niente più
7. Maledetta
8. N'ata nammurata (feat. Alessio Carluccio)